# Andronic de Pannònia
Andronic de Pannònia (grec antic: Ἀνδρόνικος) fou un cristià del segle I citat per l'Apòstol Pau: 
| «                 | Saludeu Andronic i Júnia, que són del meu llinatge i companys meus de presó, molt considerats entre els apòstols, i que van pertànyer al Crist abans que jo mateix. | » |
| — ［Romans 16:7］ | |   |

D'acord amb aquest versicle, Andrònic era un parent de Pau i un company de presó en algun moment, particularment ben conegut entre els apòstols, i s'havia convertit en un seguidor de Jesucrist abans de la conversió de Pau al camí de Damasc. En general se suposa que Júnia era la seva dona, però podrien haver estat germà i germana, o pare i filla, o fins i tot sense parentiu proper entre si, però a Pau com a parent.

## Tradicions ortodoxes
A les tradicions ortodoxa i ortodoxa oriental, Andronic va ser un dels Setanta deixebles. Andronic va ser nomenat bisbe de Pannònia i va predicar l'Evangeli a tot el conjunt de Pannònia —junt amb Júnia. Andronic i Júnia van reeixir a portar molta gent a Crist i en la demolició de molts temples d'idolatria. La tradició sosté que eren capaços de fer miracles, mitjançant els quals van expulsar dimonis, i van curar moltes malalties i patiments. Segons la tradició ortodoxa, Andronic va morir com a màrtir. Ell i Júnia es commemoren a l'Església Ortodoxa el 17 de maig.
Segons la tradició ortodoxa oriental, Andronic va marxar en pau un dia abans de la partença de Junia. Ell es commemora el 22 de Paixons de l'Església Ortodoxa Copta.